# 今治デパート
株式会社今治デパート（いまばりデパート）は、愛媛県の小売店。愛媛県今治市、南予地方で食品スーパーを展開している。

## 概要
井本義秀は米国・シンガーミシンの四国地区総監督を務めたのち、ブラザーミシンの特約店として(株)井本ブラザー商会を経営し、当時の人気商品だったミシンを販売して今治の商店街の中でも繁盛店となっていた。
その(株)井本ブラザー商会の社長であった井本淳が、当時の今治の2代目経営者仲間であった同級生数人が新たな商売を始めるために共同出資して、井本淳が社長となり、1971年（昭和46年）11月26日に「株式会社今治デパート」設立したのが始まりである。
こうした設立の経緯もあり、設立当初は「共同店舗」の運営を目指していたが、大手企業と提携して事業を行う方が経営の安全性が高いという結論に達したため、大規模小売店舗法の規制が厳しかったことから地場資本と提携してい出店する方針を採っていたダイエーとフランチャイズ契約を締結した。
そして、1972年（昭和47年）9月29日に「今治ショッパーズプラザ」をダイエーのフランチャイジーとして開業した。
この店舗が順調に業績を伸ばしたことから、今治2号店や東予支店などを同様のダイエーのフランチャイズ店として出店した。
その後、ダイエーのフランチャイズで得たノウハウを転用する形で、「ライフショップ」の店名で大規模小売店舗法の規制の対象外である300m2以下の小型スーパー事業を当社が独自に展開するようになった。
そして、この「ライフショップ」のチェーン展開を進め、最盛期には20店舗を出店した。
「今治ショッパーズプラザ」に出店していたレストラン経営者が外に出店したレストランの経営の肩代わりを依頼されたのを切っ掛けとして飲食事業に参入した。
その際にも飲食店経営のノウハウがなかったことから、ノウハウを持つ企業とフランチャイズ契約をして行うことになり、当時まだフランチャイズチェーンを行っていなかったものの、郊外型でハンバーグステーキを主力商品としていた「トマト・アンド・オニオン」と提携。
1986年（昭和61年）5月にトマト・アンド・オニオンのフランチャイズ1号店として今治別宮店を開店した
。
ダイエーとのフランチャイズ契約を解消して今治ショッパーズプラザをザ・ショッパーズに名称変更し、1998年（平成10年）10月に新装開店した。
1999年（平成11年）には文具店を兼ねた100円ショップを開店した。
複数のフランチャイズチェーンに加盟して様々な事業を加盟店として展開する「メガ・フランチャイジー」となる経営戦略を採った。
また、ダイエーのハイパーマート西条店（現：フジグラン西条）の出店の際には、当社がデベロッパーとして開発して貸し出している。
モスバーガーやトマト・アンド・オニオン、ブックオフやハードオフなどのフランチャイジー事業も行っていた。
しかし、現在はすべてありがとうサービスに事業譲渡している。

## 沿革
- 1971年（昭和46年）11月26日 - 「株式会社今治デパート」設立[1]。小売大手のダイエーとフランチャイズ契約を締結（後に解消）。
- 1972年（昭和47年）9月29日 - 今治ショッパーズプラザがオープン[5]。（後のザ・ショッパーズ、2011年閉鎖）
- 1983年（昭和58年）12月 - ライフショップ常盤店がオープン[広報 1]。（2018年（平成30年）に閉店）
- 1985年（昭和60年）8月 - ショッパーズ四村店がオープン[広報 1]。
- 1987年（昭和62年）1月 - 株式会社愛媛いづみを子会社化[広報 1]。
- 1989年9月 - カルチュア・コンビニエンス・クラブとフランチャイズ契約を結び、複合レンタルビデオ店「蔦屋（現:TSUTAYA）鳥生店」がオープン[広報 2]。
- 1990年（平成2年）
  - 2月 - モスフードサービスとフランチャイズ契約を結び、「モスバーガー新居浜喜光地店」がオープン[広報 2]。
  - 3月 - ライフショップ大島店がオープン[広報 1]。
- 1992年（平成4年）
  - 7月 - 伯方ショッピングセンターがオープン[広報 1]。
  - 10月30日 - アイランド伊予三島がオープン[11]。
- 1993年（平成5年）10月1日 - 「株式会社今治デパート」と「三島ショッパーズプラザ」が経営統合し、両社の労働組合も統合[12]。
- 1994年（平成6年）6月17日 - ショッパーズ宇和店がオープン[13]。
- 1995年（平成7年）
  - 4月 - 大三島ショッパーズがオープン[広報 1]。
  - 12月 - ブックオフコーポレーションとフランチャイズ契約により、「BOOK OFF　中寺店」がオープン[広報 2]。
- 1997年（平成9年）7月 - ハードオフコーポレーションとフランチャイズ契約により、「HARD OFF 鳥生店」がオープン[広報 2]。
- 1998年（平成10年）
  - 10月 - 改装して新装開店[9]。ダイエーとのフランチャイズ契約を解消し、今治ショッパーズプラザをザ・ショッパーズに名称変更[8]。
- 1999年（平成11年）10月 - 「BOOK OFF」・「HARD OFF」・「OFF HOUSE」の3業態を複合したエコタウンタイプ1号店「OFF HOUSE 伊予三島店」がオープン[広報 2]。
- 2001年
  - 3月1日 - 株式会社エムジーエス（現：ありがとうサービス）にモスバーガー愛媛地区6店舗を営業譲渡[広報 3]。
  - 3月 - 九州進出第1号店となる「HARD OFF 新宮店」がオープン[広報 2]。
  - 5月1日 - 株式会社エムジーエスにモスバーガー高知地区7店舗を営業譲渡[広報 3]。
- 2002年（平成14年）11月 - ショッパーズ大洲店がオープン[広報 1]。
- 2003年（平成15年）2月 - 株式会社愛媛いづみを株式会社ありがとうコーポレーションに社名変更[広報 1]。
- 2006年（平成18年）1月 - 株式会社ありがとうサービスにリユース事業（48店舗）を営業譲渡[広報 2]。
- 2008年（平成20年）6月 - ショッパーズ大洲三の丸店がオープン[広報 1]。
- 2010年（平成22年）
  - 2月 - 有限会社ショッピングセンター保内を子会社化[広報 1]。
  - 7月 - ショッパーズ伊方店がオープン[広報 1]。
  - 8月 - 株式会社ありがとうコーポレーションを吸収合併[広報 1]。
  - 12月 - 有限会社ショッピングセンター保内を吸収合併[広報 1]。
- 2012年（平成24年） - 今治市の大島･大三島で移動販売車の運行を開始[14]。
  - 4月 - フジマート野村店がオープン。
- 2014年（平成26年） - CGCグループ加盟[広報 4]。
- 2024年　愛媛県八幡浜市内の白浜店、てやてや広場(旧千代田店)を閉店、八幡浜市内は「ショッピングセンター保内」のみになる[15]。
- 2025年　愛媛県大洲市内、三の丸店6月閉店現在セブンイレブン北只店改装mac店内に一部コーナ有、内子店も同じ

## 店舗
- ライフショップ - 大規模小売店舗法の規制の対象外である300m2以下のミニスーパーを当社が独自に展開する店舗ブランド[3]。

### 主な現行店舗
- ショッパーズ千代田町店(閉店)沿革参照

当店のある八幡浜市千代田町1470-3は「明治屋主婦の店」の本店所在地で、同店は1958年（昭和33年）2月18日に開店した。
- ショッパーズ白浜店(閉店)沿革参照

「明治屋主婦の店」の系列の「有限会社白浜センター」の経営していたスーパーで1962年（昭和37年）11月に開店した売場面積132m2の店舗であった。
- ショッパーズ大洲店(閉店)沿革参照

当店のある大洲市常盤町3-100は「明治屋主婦の店」の系列の「有限会社大洲センター」の本店所在地で、同店は1961年（昭和36年）12月20日開店した売場面積264m2の店舗であった。
- ショッパーズ大洲三の丸店(閉店)愛媛新聞(2024年12月11日付)

大洲市三の丸には「明治屋主婦の店」の系列の「有限会社大洲センター」の三の丸店があった。
- ショッパーズ長浜店

かつては屋根上に「ショッパーズ」の切り文字看板が設置されていたが、「シ」の一部分、「ッ」の一部分、「パ」の半濁点部分、「ズ」の濁点以外の部分が脱落し、残った部分の文字が「ンョ゛ハー゛」に見えるようになり、発音できない文字として2019年からウェブ上で話題となった。この切り文字看板は2019年10月26日に新しい平看板に交換されて撤去された後、平板に取り付けたうえで店舗の側面に保存されている。

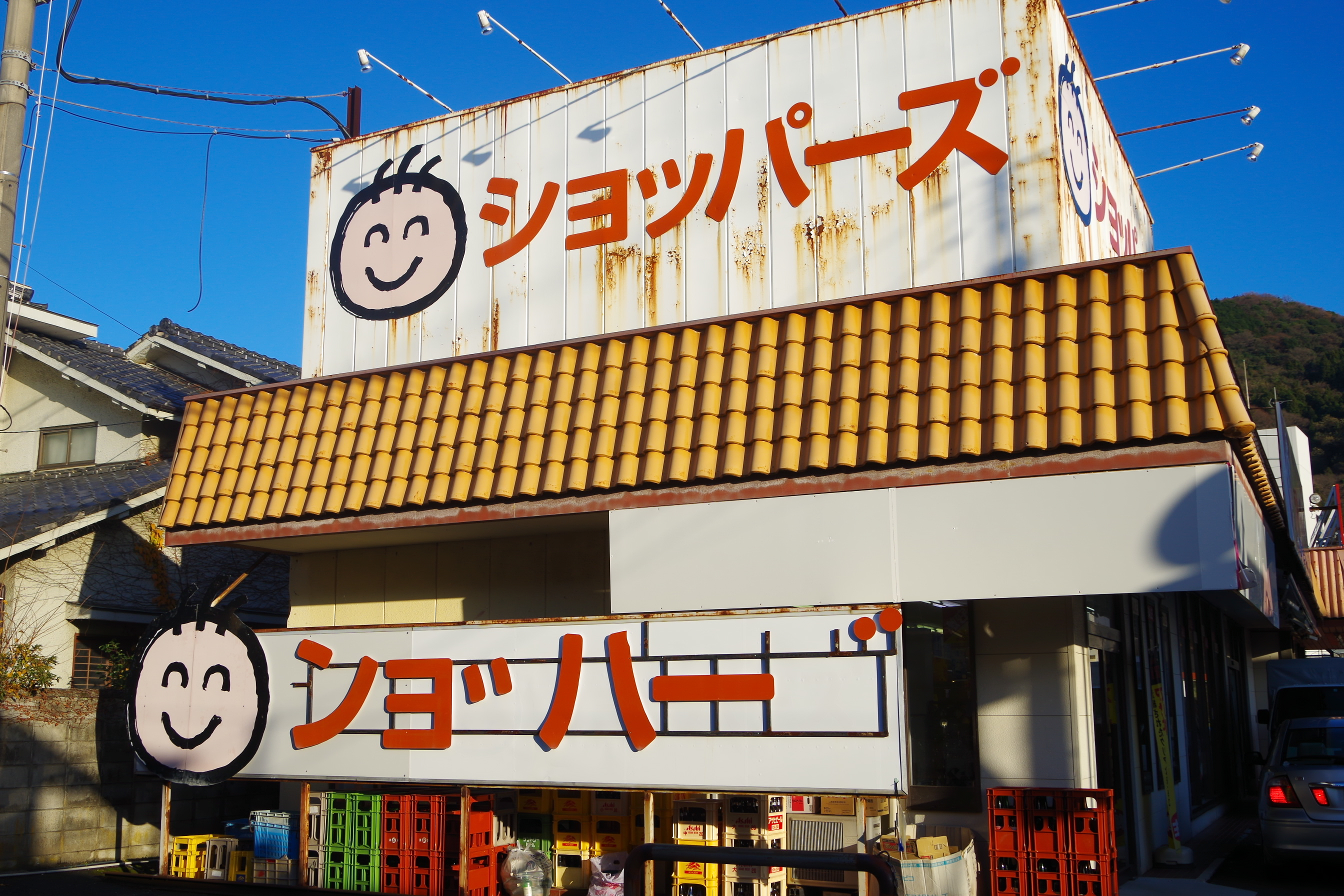
ショッパーズ長浜店の新旧看板

- ショッパーズ宇和店（愛媛県西予市、1994年（平成6年）6月17日開店[13]）

敷地面積約16,600m2、売場面積7,100m2、駐車台数約350台
アミューズメント施設も併設して開業した。
- アイランド伊予三島（愛媛県伊予三島市、1992年（平成4年）10月30日開店[11]）

売場面積2,700m2

### 過去に存在した店舗
- ザ・ショッパーズ（愛媛県今治市旭町1丁目4-11[26]、1972年（昭和47年）9月29日開店[5] - 2011年]（平成23年）5月31日閉店）

開業時点では、地下1階・地上5階建てで、売場面積7,917m2の店舗だった。
ダイエーと提携して開店した大型スーパー。
- ライフショップ別宮店（2010年（平成22年）に閉店）[要出典]
- 東予ショッパーズ（愛媛県東予市三津屋南7-14[29]）

- 東予ショッパーズプラザ（愛媛県東予市三津屋南2番25号[30]）

鉄筋コンクリート造4階建て・延べ床面積約8,408m2、売場面積5,816m2（直営売場面積4,124m2）
1993年（平成5年）7月に増床した。
現：ブックオフ東予ショッパーズ店
- 鳥生店（愛媛県今治市土橋町1-228-1[29][要出典]
- ショッパーズ保手店（2013年（平成25年）1月に閉店）[要出典]
- ショッパーズ八幡浜駅前店（2014年（平成26年）8月に閉店）[要出典]
- 大西ショッパーズ（現在はMAC大西店）[要出典]
- ライフショップ常盤店（2018（平成30年）年閉店）[要出典]

## 関連企業
- 井本ブラザー商会（ミシンの販売･修理）

### 過去に存在した関連企業
- ありがとうコーポレーション

1957年（昭和32年）11月27日に「有限会社 明治屋」を設立して、1958年（昭和33年）2月18日に八幡浜市千代田町1470-3に2階建て・約120坪のスーパー「明治屋主婦の店」を開店し、同月に「有限会社 明治屋主婦の店」に商号を変更した。
1968年（昭和43年）2月に3階建ての店舗を新築し、同年12月6日に火災が発生して約1038万円の損失を出した。
関連会社の「有限会社大洲センター」と「有限会社白浜センター」もスーパーを経営していた。
1969年（昭和44年）12月14日に「株式会社ニューいずみ」へ改組し、1977年（昭和52年）7月に「株式会社 愛媛いずみ」と改称した。
南予地方でスーパーマーケットを展開。2010年（平成22年）8月に吸収合併し消滅。
- - ディスカウントデパート明治屋（愛媛県八幡浜市千代田町[34]）
売場面積2,574m2[34]
  - 白浜センター（愛媛県八幡浜市白浜1536-14[35]、1962年（昭和37年）11月開店[19]）
売場面積132m2[19]
  - 大洲センター（愛媛県大洲市常盤町3-100[20]、1961年（昭和36年）12月20日開店[21]）
売場面積264m2[21]
食料品・衣料品・雑貨[21]
  - 大洲センター三の丸店（愛媛県大洲市三の丸[22]）
  - 大洲センター中町店（愛媛県大洲市中町[22]）

- ショッピングセンター保内（愛媛県八幡浜市保内町喜木1-110-1[36]、1993年（平成5年）7月開店[36]）

延べ床面積2,858m2、売場面積1,600m2（直営売場面積658m2）
2010年（平成22年）12月に吸収合併し消滅。

### 広報など1次資料
1. 1 2 3 4 5 6 7 8 9 10 11 12 13 14 15 16 17 18  “会社情報”.   今治デパート. 2023年9月1日閲覧。
2. 1 2 3 4 5 6 7  ありがとうサービス（2020年）『第21期　有価証券報告書』、4頁。
3. 1 2  『有価証券報告書（新規公開時）』 ありがとうサービス、2012年10月5日。pp23
4. ↑  株式会社今治デパートが加盟しました。 - シジシージャパン公式サイト内[リンク切れ]